# Linden Vey
Linden Vey, född 17 juli 1991, är en kanadensisk professionell ishockeyspelare som tillhör NHL-organisationen Vancouver Canucks och spelar för deras primära samarbetspartner Utica Comets i American Hockey League (AHL). Han har tidigare spelat på NHL-nivå för Los Angeles Kings och på lägre nivåer för Manchester Monarchs i AHL och Medicine Hat Tigers i Western Hockey League (WHL).
Han draftades i fjärde rundan i 2009 års draft av Los Angeles Kings som 96:e spelare totalt.

## Statistik
| 2006–2007  | Beardy's Blackhawks | SMHL       | 44  | 28  | 44  | 72  | 26  | —  | —  | —  | —  | —  |
|            | Medicine Hat Tigers | WHL        | 2   | 0   | 0   | 0   | 2   | —  | —  | —  | —  | —  |
| 2007–2008  | Medicine Hat Tigers | WHL        | 48  | 8   | 9   | 17  | 21  | 5  | 0  | 1  | 1  | 2  |
| 2008–2009  | Medicine Hat Tigers | WHL        | 71  | 24  | 48  | 72  | 20  | 11 | 2  | 5  | 7  | 2  |
| 2009–2010  | Medicine Hat Tigers | WHL        | 72  | 24  | 51  | 75  | 34  | 12 | 2  | 6  | 8  | 8  |
| 2010–2011  | Medicine Hat Tigers | WHL        | 69  | 49  | 70  | 116 | 36  | 15 | 12 | 13 | 25 | 8  |
| 2011–2012  | Manchester Monarchs | AHL        | 74  | 19  | 24  | 43  | 16  | 4  | 2  | 4  | 6  | 0  |
| 2012–2013  | Manchester Monarchs | AHL        | 74  | 22  | 45  | 67  | 32  | 4  | 2  | 0  | 2  | 4  |
| 2013–2014  | Los Angeles Kings   | NHL        | 18  | 0   | 5   | 5   | 0   | —  | —  | —  | —  | —  |
|            | Manchester Monarchs | AHL        | 43  | 14  | 34  | 48  | 20  | 4  | 0  | 2  | 2  | 4  |
| NHL totalt | NHL totalt          | NHL totalt | 18  | 0   | 5   | 5   | 0   | —  | —  | —  | —  | —  |
| AHL totalt | AHL totalt          | AHL totalt | 191 | 55  | 103 | 158 | 68  | 12 | 4  | 6  | 10 | 8  |
| WHL totalt | WHL totalt          | WHL totalt | 262 | 102 | 178 | 280 | 113 | 43 | 16 | 25 | 41 | 20 |